# Lijst van nationale parken in Bulgarije
In Bulgarije zijn drie natuurgebieden uitgeroepen tot nationaal park (Bulgaars: Национален парк, nacionalen park). De nationale parken mogen niet verward worden met de Bulgaarse natuurparken, waarin de natuur minder streng beschermd wordt.

## Nationale parken
| naam van park                  | Bulgaarse naam                   | foto | ligging in oblast                                | oppervlakte in km² | opgericht in |
| ------------------------------ | -------------------------------- | ---- | ------------------------------------------------ | ------------------ | ------------ |
| Nationaal Park Centrale Balkan | Национален парк Централен Балкан |      | Lovetsj, Gabrovo, Sofia, Plovdiv en Stara Zagora | 716,69             | 1991         |
| Nationaal park Pirin           | Национален парк Пирин            |      | Blagoëvgrad                                      | 403,56             | 1962         |
| Nationaal park Rila            | Национален парк Рила             |      | Blagoëvgrad, Kjoestendil, Pazardzjik en Sofia    | 810,46             | 1992         |